# 陕川婆婆纳
陕川婆婆纳（学名：Veronica tsinglingensis）为車前草科婆婆纳属下的一个种。

## 扩展阅读
- 維基物種上的相關：陕川婆婆纳